# Araneus cardioceros
Araneus cardioceros är en spindelart som beskrevs av Pocock 1899. Araneus cardioceros ingår i släktet Araneus och familjen hjulspindlar.
Artens utbredningsområde är Socotra. Inga underarter finns listade i Catalogue of Life.